# Simão Pedro
Simão Pedro Alves Pequeno (Orós, 12 de agosto de 1981) mais conhecido apenas como Simão Pedro é um administrador, empresário e político brasileiro filiado ao Partido Social Democrático. Foi prefeito de sua cidade natal entre 2013 e 2020 e durante o dia 1.º de janeiro de 2025, atualmente exerce seu primeiro mandato de Deputado Estadual pelo Ceará.

## Carreira política

### Prefeito de Orós (2013-2020)
Concorreu a prefeitura de Orós pela primeira vez em 2012, pelo Partido Socialista Brasileiro, tendo Matheus Batista (PMDB) como candidato à vice-prefeito em sua chapa. Matheus e Simão representaram a coligação Juventude e Experiência Para Um Orós Melhor composta além do PSB e do PMDB pelo PRB, PT, PSL, PTN, PSC, PR, PSDC, PHS e PSDB e alcançaram a vitória em único turno com 7.637 votos, que representavam 55,92% do eleitorado de Orós.
Foi candidato à reeleição em 2016, dessa vez pelo Partido Social Democrático, tendo novamente Matheus Batista como seu candidato à vice, dessa vez pelo PDT, ambos representaram a coligação Orós Merece O Melhor e foram reeleitos com 57,19% dos votos válidos.

### Deputado Estadual pelo Ceará (2024-atualidade)
Nas eleições estaduais do Ceará em 2022 foi candidato à Deputado Estadual pelo PSD, não alcançando a vitória nas urnas no dia 2 de outubro de 2022, com 35.414 votos, que representaram 0,70% do eleitorado cearense, acabou ficando na condição de primeiro suplente do partido. Em 27 de dezembro de 2024 assumiu a titularidade do mandato após a renúncia de Gabriella Aguiar, sua correligionária e titular da vaga, para assumir o cargo de vice-prefeita de Fortaleza, para o qual foi eleita em 2024 na chapa de Evandro Leitão (PT).

#### Candidatura à prefeito de Orós em 2024
Em 2024 foi novamente candidato à prefeito de Orós, sua cidade natal, mais uma vez pelo Partido Social Democrático, e desta vez, tendo sua mãe Tereza Cristina, também ex-prefeita da cidade como sua candidata à vice. Tereza e Simão lançaram suas candidaturas pela coligação Experiência Com Inovação composta pelo PSD, PSB, pela Federação PSDB Cidadania, PDT e pelo PL. alcançaram a vitória com 8.287 votos, os quais representavam 58,41% do eleitorado total de Orós.
Antes mesmo de ser empossado no cargo, Simão, que já era primeiro suplente do PSD na Assembleia Legislativa do Ceará, já ciente da candidatura de Gabriella e o fato de que a mesma iria necessitar renunciar ao mandato para assumir a vaga, manifestou o interesse publicamente em continuar atuando como parlamentar, abrindo mão do cargo de prefeito no qual fora eleito pela população de Orós, deixando para sua mãe, que já foi prefeita do município entre 1993 e 1996 a função do poder máximo do executivo de sua cidade natal novamente.

#### Atuação parlamentar
Após a renúncia à prefeitura de Orós, retornou a atividade parlamentar na ALECE, sendo designado pela presidência da casa em 2025 para o biênio 2025-2026 a função de membro titular da Comissão de Agropecuária e a Comissão de Proteção Social e Combate à Fome.

## Desempenho eleitoral
| Ano  | Eleição           | Cargo             | Partido                                                            | Partido | Coligação                                                                                             | Vice                   | Votos para Simão | Votos para Simão | Votos para Simão | Resultado | Ref   |
| Ano  | Eleição           | Cargo             | Partido                                                            | Partido | Coligação                                                                                             | Vice                   | Total            | %                | P.               | Resultado | Ref   |
| ---- | ----------------- | ----------------- | ------------------------------------------------------------------ | ------- | --- | ---------------------- | ---------------- | ---------------- | ---------------- | --------- | ----- |
| 2012 | Municipal de Orós | Prefeito          |                                                                    | PSB     | Juventude e Experiência Para Um Orós Melhor (PSB, PMDB, PRB, PT, PSL, PTN, PSC, PR, PSDC, PHS e PSDB) | Matheus Batista (PMDB) | 7.637            | 55,92%           | 1.º              | Eleito    | [ 4 ] |
| 2016 | Municipal de Orós | Prefeito          |                                                                    | PSD     | Orós Merece O Melhor (PSD, PDT, PSB, PMB, PT, PCdoB, PSDC, PHS, PV e PSC)                             | Matheus Batista (PDT)  | 8.055            | 57,19%           | 1.º              | Eleito    | [ 5 ] |
| 2022 | Estadual do Ceará | Deputado Estadual | Partido Isolado                                                    | PSD     | — | 35.414                 | 0,70%            | 51.º             | Não Eleito       | [ 6 ]     |       |
| 2024 | Municipal de Orós | Prefeito          | Experiência Com Inovação (PSD, PSB, Fed. PSDB Cidadania, PDT e PL) | PSD     | Tereza Cristina (PSB)                                                                                 | 8.287                  | 58,41%           | 1.º              | Eleito           | [ 8 ]     |       |